# Jaak Van den Broeck
Jaak Van den Broeck (Hamme, 31 oktober 1944 - Charleroi, 6 augustus 2017) was een Belgisch politicus voor het Vlaams Blok en diens opvolger Vlaams Belang.

## Levensloop
Na het behalen van zijn diploma hoger secundair technisch onderwijs werd Jaak Van den Broeck leraar aan het Sint-Jorisinstituut te Bazel.
Hij was tijdens zijn jeugd banleider van het Vlaams Nationaal Jeugdverbond en werd actief in verschillende Vlaams-nationalistische verenigingen: van 1966 tot 1972 was hij secretaris van de afdeling Sint-Niklaas-Dendermonde van het Sint-Maartensfonds en van 1980 tot 1989 was hij nationaal bestuurslid van het Vlaams Nationaal Jeugdverbond. Van den Broeck voelde zich vooral aangetrokken tot het traditionalistische en rechtse segment van het Vlaams-nationalisme.
Eerst werd hij politiek actief voor de Volksunie, maar na het Egmontpact verliet Van den Broeck de partij. Hij werd vervolgens politiek actief voor de radicaal-rechtse partijen Vlaams Blok en het Vlaams Belang. Van 1990 tot 1995 was hij voorzitter van de Vlaams Blok-afdeling van het arrondissement Dendermonde-Sint-Niklaas.
Bij de gemeenteraadsverkiezingen van oktober 1994 werd Jaak Van den Broeck verkozen tot gemeenteraadslid van Hamme. Hij bleef dit mandaat uitoefenen tot aan zijn overlijden in 2017. Bovendien was hij van 1995 tot 2007 lid van de Kamer van volksvertegenwoordigers voor het kiesarrondissement Dendermonde-Sint-Niklaas (1995-2003) en de kieskring Oost-Vlaanderen (2003-2007). In de Kamer was Van den Broeck lid van de commissie Bedrijfsleven, Wetenschapsbeleid, Onderwijs, Nationale Wetenschappelijke en Culturele Instellingen, Middenstand en Landbouw en ging zijn aandacht uit naar de aanpak van belastingfraude, het toekennen van overheidsopdrachten en legeraankopen. Ook had hij oog voor bepaalde aspecten van misdaadbestrijding en bekritiseerde hij de financiële transfers via sociale zekerheidsuitgaven. Als koele minnaar van de nachtwinkels, die hij veelal beschouwde als 'malafide handelaars', pleitte hij tevens voor het opleggen van een openingstaks en een jaarlijkse taks voor dit soort handelszaken.
Hij is op 72-jarige leeftijd overleden in het Hôpital Civil Marie Curie in Charleroi. De uitvaartplechtigheid vond plaats in de Heilig Hartkerk te Hamme. Hij was officier in de Leopoldsorde en in de kroonorde. Van den Broeck as gehuwd en had twee zonen.